# Cecilia Ordóñez París
Cecilia Ordóñez París (Pamplona, 11 de janeiro de 1949) é uma ceramista e artista plástica colombiana. Estudou esmaltes em Paris, na escola Paul Savignie em 1971; cerâmica na Universidade Nacional da Colômbia, em 1976; e fez Mestrado em Artes na Universidade de Iowa, Estados Unidos, em 1980. É uma artista ceramista que forma parte da Academia Internacional de Cerâmica.

## Obras
As obras da artista colombiana podem ser encontradas em várias coleções de distintos museus de arte moderna em Bogotá, Bucaramanga e Pamplona. No Museu de Arte de Ponce em Porto Rico; no Museu del Banco de América em Caracas, Venezuela e no Museo de la ciudad de Vallauris, na França.
- Cosmos.
- Polo Norte.
- The Wall.
- Desde el jardín.
- Glaciares y Objetos.
- Luces y Sombras.
- Animales Marinos.[3]